# Tanahbesar
Tanahbesar, també anomenada Wokam és una illa de les illes Aru, al mar d'Arafura. Es troba a la província de les Moluques, Indonèsia. Té una superfície de 1.604 km² i un perímetre costaner de 322,5 km. Les altres illes principals de l'arxipèlag són Kobroor, Kola, Maikoor, Koba i Trangan.
A l'illa hi ha les runes d'una fortificació del segle XVII.